# L'Oracle de Delphes
L'Oracle de Delphes je francouzský němý film z roku 1903. Režisérem je Georges Méliès (1861–1938). Film trvá necelé dvě minuty.

## Děj
Zloděj v období starověkého Egypta ukradne ve chrámu posvátnou schránku. Než stihne utéct, objeví se před ním znenadání vousatý muž, který promění dvě sochy sfing na ženy, které zloděje chytnou za ramena. Zatímco ho drží, vousatý muž promění hlavu lupiče na hlavu osla. Na konci vousatý muž přemění ženy zpět na sochy a zmizí, čímž nechá muže s oslí hlavou v šoku.